# 日本台湾学生会議
日本台湾学生会議（にほんたいわんがくせいかいぎ）は日本の学生団体の一つ。略称をJTSC（Japan-Taiwan Student Conference）としている。

## 理念
政治的立場や職業的立場にとらわれない日本・台湾双方の学生が人的交流を通してお互いのことを理解することで、今後の日台間の交流促進と友好関係に貢献することを目的とする学術団体である。

## 活動内容

### 日本台湾学生会議本開催
毎年8月下旬から約1週間にわたって日本台湾学生会議が開催される。運営は全て学生が主体となって進められ、学術的な交流を基軸に文化交流などその他様々な企画を通して、相手の国への理解やメンバー間の相互理解を図る。メイン活動となるのが分科会とよばれる討論会であり、台湾人、日本人両学生が班ごとにわかれ討論を行う。討論の成果は最終日に行われる成果発表として発表される。

### 定例会活動
メンバーは報告会終了後翌年の会議に向けて定例会を開催する。定例会は隔週土曜日に行われそこでは会議に関わる準備や、台湾人留学生との交流、教授を招いての講演会、中国語講座などを主催している。また、外部団体であるNPO法人日台学生交流会との共催で錦糸町にて台湾留学生との定例交流会を不定期で開催。

## 沿革
2005 年
- 3月27日　　       　 第 1 回日本台湾学生会議定例会
- 7月7日　　　   　台湾でのカウンターパート、台湾日本学生会議(現・台湾日本学生交流会)設立
- 8 月11~23日　　日本側本開催実行委員、台湾を訪問
- 10月23日　　   　 東北支部 12 名を東京に招聘
- 11月12日　　    　講演会開催

2006 年
- 3月23~2 日　　第 1 回日本台湾学生会議プレ本開催を台北にて開催
- 4月29日　　　プレ本開催報告会
- 8月4~15日 　　第 1 回日本台湾学生会議本開催を台北にて開催
- 12月10日 　　第 1 回日本台湾学生会議本開催報告会

2007 年
- 8月20~28日　　第 2 回日本台湾学生会議本開催を東京にて開催
- 10月27日　　　第 2 回日本台湾学生会議本開催報告会

2008 年
- 4月19日　　　東京にて新年度説明会を開催
- 6月7日　　　秋田にて新年度説明会を開催
- 8月18~24日　　第 3 回日本台湾学生会議本開催を台南にて開催
- 10月25日　　第 3 回日本台湾学生会議本開催報告会
- 12月10日　　第 4 回日本台湾学生会議実行委員決定

2009 年
- 4月18日　　　東京にて新入生説明会を開催
- 8月16~21日　　第 4 回日本台湾学生会議本開催を奈良にて開催
- 10月　　　　東京、関西において第 4 回日本台湾学生会議本開催報告会
- 11月7日　　　第 5 回日本台湾学生会議スタッフ決定

2010 年
- 2月20~21日　　日本台湾学生会議日本側合宿(「如月合宿」)を東京にて開催
- 4月17・24日　　 東京にて新入生歓迎会
- 8月16~22日 　　第 5 回日本台湾学生会議本開催を台北にて開催
- 9月10~11日 　　交流協会主催「日本研究支援サマーキャンプ」に参加
- 9月22~28日 　　交流協会、墨田区観光協会 台湾映像系大学学生撮影団の通訳ボランティアに協力
- 10月30日 　　　第 5 回日本台湾学生会議本開催報告会
- 11月6日　　　 第 6 回日本台湾学生会議スタッフ決定

2011 年
- 4月16・23日　　東京にて新入生歓迎会
- 8月17~22日　　第 6 回日本台湾学生会議本開催を東京にて開催
- 12月1日　　第 7 回日本台湾学生会議スタッフ決定
- 12月9日　　交流協会主催 台湾大学院生訪日団との交流会に参加

2012 年
- 2月10~13日　　東京にて日本台湾学生会議日本側合宿(如月合宿)を開催
- 4月14・21日　　東京にて新入生歓迎会・報告会
- 5月9・16日　　早稲田大学にて合同新入生説明会に参加
- 8月13~16日　　台北にて日本台湾学生会議本開催前強化合宿を開催
- 8月17~25日　　第 7 回日本台湾学生会議本開催を台南にて開催

2013 年
- 8月15~22日　　第 8 回日本台湾学生会議本開催を秋田にて開催